# Pandanus buinensis
Pandanus buinensis är en enhjärtbladig växtart som beskrevs av Elmer Drew Merrill och Lily May Perry. Pandanus buinensis ingår i släktet Pandanus och familjen Pandanaceae. Inga underarter finns listade.